# Amertaler See
Der Amertaler See (auch Amersee)  ist ein Stausee mit einem Stauziel von 2279,5 m ü. A., der sich innerhalb der Granatspitzgruppe in der Salzburger Gemeinde Mittersill befindet. Er verfügt über ein Speichervolumen von 5,5 Mio. m³ und liegt im Einzugsgebiet des Amerbachs.
Der ursprünglich natürliche See wurde von 1956 bis 1958 durch den Bau einer 30 m hohen Gewichtsstaumauer mit einer 162 m langen, gekrümmten Krone vergrößert. Der Amertaler See dient in der Kraftwerksgruppe Stubachtal als Jahresspeicher des Speicherkraftwerks Enzingerboden (81 MW) sowie von Schneiderau (35 MW) und Uttendorf I (27 MW) oder alternativ von Uttendorf II (66 MW). Diese werden von der ÖBB-Infrastruktur betrieben und zur Erzeugung von Bahnstrom genutzt. Auch eine Einspeisung in das öffentliche Stromnetz ist möglich. Zur energiewirtschaftlichen Nutzung wird das Wasser des Sees über einen 5,65 km langen Freispiegelstollen, in dem auch das Wasser des Salzplattensees (2298,5 m) eingeleitet werden kann, in den geringfügig niedrigeren Weißsee (2250 m) übergeleitet.